# حجت‌آباد (بخش مرکزی عنبرآباد)
حجت‌آباد (عنبرآباد)، روستایی از توابع بخش مرکزی شهرستان عنبرآباد در استان کرمان ایران است، که متشکل از طوایف مختلف اصیلی است.//

## جمعیت
این روستا در دهستان علی‌آباد قرار دارد و براساس سرشماری مرکز آمار ایران در سال ۱۳۸۵، جمعیت آن ۶۹۵ نفر (۱۵۶ خانوار) و بر اساس سرشماری مرکز آمار ایران در سال ۱۳۹۵، جمعیت آن ۱۱۵۲ نفر (۳۱۵ خانوار) بوده‌است.  